# Grauwe wasplaat
De grauwe wasplaat (Gliophorus irrigatus) is een schimmel behorend tot de familie Hygrophoraceae. Hij leeft saprotroof op de grond in schrale graslanden en wegbermen op zandige en kleiïge bodems.

## Kenmerken

### Uiterlijke kenmerken
Hoed
De vruchtlichamen hebben een hoogte tot 10 cm. De hoed is eerst convex en blijft convex of wordt platter na verloop van tijd, tot 50 mm in diameter. Het oppervlak van de hoed is erg slijmerig als hij vochtig is, gestreept aan de rand en lichtgrijsbruin. De hoed heeft geen reactie met KOH.
Lamellen
De lamellen zijn witachtig tot lichtgekleurd als de hoed en min of meer aflopend (breed bevestigd aan en lopend langs de steel). 
Steel
De steel heeft een lengte van 2-4 cm en een dikte van 1-4 mm. Hij is erg slijmerig als hij vochtig is, glad, cilindrisch of samengedrukt, en grijs tot gekleurd als de hoed. 
Geur en smaak
Het vlees is grijs en dun. Deze paddenstoel heeft geen kenmerkende geur en smaak.
Sporenprint
De sporenprint is wit.

### Microscopische kenmerken
De sporen zijn glad, inamyloïde, ellipsoïde, hyaliene in KOH en meten 6,5-8,0 x 4,5-5,0 μm. Het lamellaire trama is parallel. Er zijn geen Hymeniale cystiden aanwezig. Het pileipellis is een ixotrichoderm. Deze kleur bruin in KOH en heeft geen gespen.

## Verspreiding
De grauwe wasplaat komt voor in Europa, Centraal- en Noord-Amerika, Noord-Azië en Australië. In Nederland komt de grauwe wasplaat zeldzaam voor. Hij staat op de rode lijst in de categorie 'Kwetsbaar'.